# Notre-Dame d'Orveau
Notre-Dame d’Orveau est un établissement d'enseignement catholique situé à Nyoiseau, dans la commune de Segré-en-Anjou Bleu dans le département de Maine-et-Loire en France.

## Histoire

### L'école normale libre (1912-1965)
En 1912, le baron et la baronne Almir de Vaux donnent le château d'Orveaux au diocèse d'Angers afin d'y installer une école normale libre, destinée à former des instituteurs catholiques de l'Ouest de la France. L'établissement est initialement confié à la Congrégation des Marianistes, avant de passer en 1919 sous l'administration de la Congrégation de Sainte-Croix (CSC), fondée par le père Basile Moreau au Mans en 1837.
Durant la Seconde Guerre mondiale, l'établissement cache des enfants juifs.
Dans les années 1950, de gros travaux d'agrandissement sont entrepris avec la construction d'un dortoir dans une aile du château puis de salles de classe.

### L'enseignement général (depuis 1965)
En 1965, l'établissement change de vocation et devient un collège et un lycée sous contrat d’association avec l'État.
La chapelle, bâtie sur les plans de l'architecte Henri Enguehard et comportant des vitraux réalisés par Gabriel Loire, est inaugurée en 1967.
En 1973, l'établissement devient mixte et s'ouvre à l'international avec l'arrivée d'élèves africains.
En 1994, il est confié à un directeur laïc, tandis que les religieux de Sainte-Croix continuent d’œuvrer au sein des organismes de gestion et de décision, tout en assurant l’instruction religieuse.
En 2016, une école privée hors-contrat, l'école Bienheureux Basile Moreau, ouvre dans l'établissement.
En 2020, l'établissement accueille l'université d'été d'Academia Christiana, un mouvement catholique identitaire,.

En 2023, plusieurs enseignants se plaignent dans une enquête de StreetPress de pratiques d'endoctrinement à des idées d'extrême droite au sein de cet établissement.

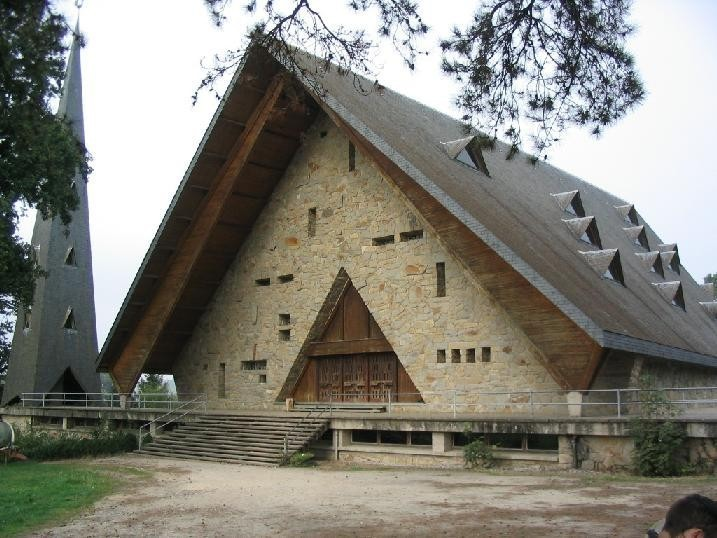
La chapelle de l'école.

En 2024, un projet de ferme pédagogique voit le jour.

## L'établissement aujourd'hui
L'établissement propose un enseignement général de la petite section de maternelle à la terminale, et accueille des enfants porteurs de handicaps dans deux classes dites « extraordinaires »,. En 2024, il accueille 96 enfants à l'école primaire, 136 au collège et 190 au lycée dont environ 200 pensionnaires.

## Anciens élèves
L'établissement compte plusieurs personnalités parmi ses anciens élèves dont le journaliste Jean-Paul Kauffmann . Il a également accueilli les enfants d'hommes politiques tels qu'Alain Madelin, Philippe de Villiers ou Marine Le Pen, ainsi que ceux de diplomates et dignitaires étrangers.
Le journaliste Philippe Gildas y a été surveillant pendant un an en 1954.